# Slag bij Hoogstraten
De Slag bij Hoogstraten werd op 11 januari 1814 uitgevochten tussen het Franse leger en geallieerde Pruisische, Russische en Britse troepen. De slag was een reeks van bloedige treffen tijdens de Zesde Coalitieoorlog langs de huidige Belgisch-Nederlandse grens van Essen tot en met Turnhout. De slag werd vernoemd naar Hoogstraten als de belangrijkste stad in de regio. De slag was een nasleep van Napoleons nederlaag tijdens de Slag bij Leipzig en leidde tot zijn verbanning naar Elba.

## Aanloop
In de nasleep van de Slag bij Leipzig trok het leger van de coalitie op richting Frankrijk en hierbij trokken de legers van Rusland en Pruisen door Nederland heen richting België. De vesting Breda kwam relatief makkelijk in handen van de coalitie. De Fransen deden nog een poging tot herovering, maar door de komst van verse coalitietroepen liep dit tot niets uit.
Op 10 januari 1814 startte de opmars van de coalitietroepen richting Antwerpen. Het Pruisische leger was opgedeeld in drie kolommen. De linkervleugel stond onder het commando van Ludwig von Borstell en trok van Breda op naar Hoogstraten. Het centrum stond onder het bevel van Heinrich Ludwig Thümen en trok door Zundert naar Wuustwezel en Loenhout en aan de rechterzijde trok Adolf Friedrich von Oppen op door Kalmthout richting Wuustwezel.

## Verloop
In de ochtend van 11 januari begon Borstell met een frontale aanval op de Franse posities rondom Hoogstraten. Het leger van François Roguet was op dat moment net bezig verkenningen uit te voeren in Minderhout samen met de divisie van Jean-François Flamand. Borstell trok ten oosten van Hoogstraten op en viel de posities in Minderhout aan. De Pruisische troepen wisten de Franse soldaten rondom de Sint-Clemenskerk te verdrijven. De Pruisen namen hierop deze positie in en vlak nadat ze dat gedaan hadden zetten de Fransen de tegenaanval in. Na een dodelijk gevecht trokken de Fransen zich hier terug.
De Pruisische kolonel Sydow bereikte om 09.00 Wortel en verkreeg daar het nieuws dat een Franse divisie zijn kant op kwam vanuit Turnhout. Uiteindelijk boog dit leger zich af naar Lier waarop Sydow contact opnam met Borstell. Deze gaf het bevel tot een frontale aanval op Hoogstraten. De Fransen werden hierop van twee kanten aangevallen door de Pruisen, maar de Fransen boden hevig verzet. Uiteindelijk trokken de Fransen in goede orde zich terug. Rond 17.00 was de slag voorbij.
Thümen werd bij zijn opmars geconfronteerd met een Franse divisie die Wuustwezel evacueerden en optrokken richting Loenhout. De Pruisen volgden hen en vielen zo wel van voren als in de flanken aan. Na een bloedig gevecht bij de Sint-Petrus-en-Pauluskerk trokken de Fransen zich terug naar Brecht en Westmalle.

## Nasleep
De geallieerde overwinning bracht hen weinig dichter bij hun oorlogsdoel, aangezien de Fransen voldoende tijd hadden gewonnen om de stelling rond Antwerpen te versterken. De slag en zijn nasleep hadden een grote impact voor de bevolking in de Noorderkempen.

## Nalatenschap
In 2014, 200 jaar na de Slag, herdacht Hoogstraten deze gebeurtenis met onder meer een boek, een re-enactment weekend en ook een grote musicalvoorstelling 1814, De Vergeten Veldslag. Op de re-enactement kwamen 13.000 bezoekers op af. Ook in 2022 werd de slag herdacht met een re-enactement.
Möckern · Lützen · Bautzen · Großbeeren · Katzbach · Dresden · Kulm · Dennewitz · Göhrde · Leipzig · Hanau · Sehested · Delfzijl · Naarden · Woerden · Arnhem · Breda · Hoogstraten · Maastricht · Brienne · La Rothière · Mincio · Zesdaagse Veldtocht: Champaubert, Montmirail, Château-Thierry & Vauchamps  · Mormans · Montereau · Bar-sur-Aube · Craonne · Laon · Reims · Arcis-sur-Aube · La Fère-Champenoise · Saint-Dizier · Montmartre · Slag om Parijs